# Brimstone Hill Fortress nationalpark
Brimstone Hill Fortress nationalpark är en nationalpark och ett världsarv i Saint Kitts och Nevis.

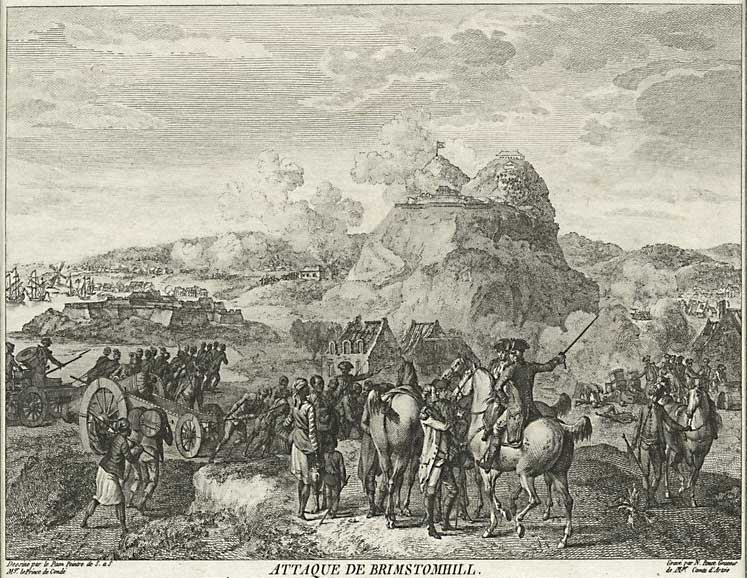
Slaget om Saint Kitts 1782, illustrerat av en observatör i en fransk gravyr betitlad "Attaque de Brimstomhill".

1690 placerade britterna kanoner på Brimstone Hill och använde dem för att återinta Fort Charles från Frankrike. Frankrike hade inte ansett det möjligt att få upp kanonerna på grund av de mycket branta och trädbeklädda sidorna av berget. Uppförandet av fortet pågick sedan i olika omgångar under en period på något över 100 år.
Under sin storhetstid var fortet känt som 'Västindiens Gibraltar', tack vare sin höjd och till synes osårbarhet. 1782 belägrade den franske amiral comte François Joseph Paul de Grasse fortet. Under belägringen omringades de närliggande Nevisöarna och vapen från Fort Charles och andra mindre fort togs till Saint Kitts för att användas mot Brimstone Hill. Brittiske Samuel Hood kunde inte hålla ut och efter en månads belägring gav den numerärt underlägsna och utlämnade brittiska garnisonen upp. Efter freden i Paris ett år senare fick britterna dock tillbaka Brimstone Hill tillsammans med de närliggande Nevisöarna. Efter dessa händelser genomförde britterna ett program för att utöka och stärka fästningarna och sedan dess har Brimstone Hill varit brittiskt.
Fortet övergavs i mitten av 1800-talet och byggnadsverken förstördes gradvis på grund av vandalism och naturliga processer. I början på 1900-talet påbörjades en stabilisering och restaurering av de återstående strukturerna och 1987 blev Brimstone Hill en nationalpark och 1999 ett världsarv.